# سحر نجا محفوظ
سحر نجا محفوظ هي كاتبة لبنانية تعنى بأدب الطفل والناشئة، من مواليد مدينة بيروت، ومن خريجي الجامعة الأمريكية فيها، تنطلق كتاباتها من مبدأ "الكتابة لتنمية شخصية الطفل”، وتقبل الآخر"، حائزة جائزة المجلس العالمي لكتب اليافعين العام 2018 لأفضل نص عن كتاب زجاجات شمس.

## سيرتها المهنية
سحر نجا محفوظ، كاتبة لبنانية في أدب الطفل والناشئة، تقيم في الإمارات منذ أكثر من 22 سنة، قبل أن تقصد عالم الطفل، بدأت بكتابة المقالات في النقد الاجتماعي، القصص وغيره لصفحة القراء في جريدة الخليج، ومن ثم توجهت للكتابة لفئة الناشئة من العمر 14-17، حَضّتها المترجمة والكاتبة اللبنانية لأدب الطفل سمر محفوظ براج على توجيه قلمها لأدب الطفل، فأصدرت أكثر من أربعين كتاباً موجهاً للطفل، وترجمت بعض كتبها مثل " حروفي ترقص" و " الزرافة ميليا" إلى اللغة التركية وبعض الكتب الأخرى إلى اللغة الإنجليزية والإسبانية.
تبلور أفكارها في الكتابة من تجارب أبنائها والبيئة المحيطة وتجاربها الشخصية المكنونة منذ طفولتها، وبدت تتجه خلال ما يقارب الثلاث السنوات الماضية إلى عالم الخيال ليطلق الطفل مخيلته ويضيف عليها، وكذلك شاركت في الكثير من المعارض مثل معرض الشارقة الدولي للكتاب ومعرض أبوظبي الدولي للكتاب ومعرض بيروت العربي الدولي للكتاب والمهرجانات الأدبية كمهرجان الشارقة القرائي للطفل منذ تأسيسه عام 2010 وحتى الآن ومهرجان طيران الإمارات للآداب من عام 2012 إلى عام 2018 وتمثلت في جميع مشاركاتها كقارئة قصص وعقد ورش للأطفال ومن لديه الشغف بمجال أدب الطفل.
شاركت في كتابة القصص الخاصة ببرنامج افتح يا سمسم بموسميه، وعضو في لجنة تحكيم العديد من مسابقات الكتابة الإبداعية، أسّست مجموعة «هنّ» وهي مجموعة من الكاتبات والرسامات في الإمارات العربية المتحدة منذ سنة 2013، وتنظم الكثير من ورش العمل في المدارس والكليات في أنحاء دبي والشارقة.

## مؤلفاتها
1. (2009)، لغز الصغير: دار أصالة، بيروت [12]
2. (2010)، ما أحلاها أختي الكبرى! : دار أصالة، بيروت [13]
3. (2011)، أبي زائر: دار أصالة، بيروت [14]
4. (2011)، حروفي ترقص : دار كلمات، الشارقة [15]
5. (2011)، الزرافة ميليا : دار كلمات، الشارقة [16]
6. (2011)، لوز وسكر: دار أصالة، بيروت [17]
7. (2013)، سنة حلوة يا عامر: دار أصالة، بيروت [18]
8. (2013)، دراجتي والسن المكسور: دار أصالة، بيروت [19]
9. (2013)، السترة العجيبة: دار أكاديميا، بيروت [20]
10. (2013)، أحمر حلو: دار كلمات، الشارقة [21]
11. (2013)، ملفوفة جدتي : دار كلمات، الشارقة [22]
12. (2014)، يا ليتني أقول لا : دار الأصابع للنشر والتوزيع، هولندا [23]
13. (2015)، فرشاتي ترسم: دار ربيع للنشر والمستلزمات التعليمية، دبي [24]
14. (2015)، إلى وطني اشتقت إليك: دار ربيع للنشر والمستلزمات التعليمية، دبي [25]
15. (2015)، حبات المطر...غزل البنات: دار الأصابع الذكية للنشر والتوزيع، هولندا [26]
16. (2015)، حكاية عصفور: دار النديم، لبنان[27]
17. (2016)، صانعة الحكايات: دار البنان، لبنان [28]
18. (2016)، بقع سنان: دار الهدهد للنشر والتوزيع، دبي [29]
19. (2017)، خمس حواس: دار النديم: لبنان [30]
20. (2017)، قطة في ورطة: دار الهدهد للنشر والتوزيع، دبي [31]
21. (2017)، زجاجات الشمس: دار الهدهد للنشر والتوزيع، دبي [32]
22. (2018)، أخي مريض: دار الهدهد للنشر والتوزيع، دبي [33]
23. (2018)، كعك كعك: دار الهدهد للنشر والتوزيع، دبي [34]
24. (2018)، يوم في السيرك: دار الهدهد للنشر والتوزيع، دبي [35]
25. (2018)، فستان العيد: دار الهدهد للنشر والتوزيع، دبي [36]
26. (2018)، البطة طم طم: دار نشر ذاتي [37]
27. (2018)، أين صوتي: دار مجموعة كلمات، الشارقة [38]
28. (2018)، صوت الهدوء: دار البنان، لبنان [39]
29. (2019)، حركوش في موسم الحصاد: دار واو للنشر والتوزيع، الشارقة [40]
30. (2019)، قبلة ملاك: دار مجموعة كلمات، الشارقة [41]
31. (2019)، مسعود البطل: دار مجموعة الكلمات، الشارقة [42]
32. (2019)، شمبوز: دار النديم، لبنان [43]
33. (2019)، القطار توت توت: دار مجموعة كلمات، الشارقة [44]
34. (2019)، حلمنا الكبير: دار مجموعة كلمات، الشارقة [45]
35. (2019)، لغز في المدينة: دار مجموعة كلمات، الشارقة [46]
36. (2020)، مفاجأة حسبان: دار واو للنشر والتوزيع، الشارقة [47]
37. (2020)، عطر أمي: دار نشر ذاتي [48]
38. (2020)، الحضن رقم 25، دار البرج ميديا للطباعة والنشر والتوزيع، مصر [49]
39. (2020)، لم أعد أخاف: دار أشجار للنشر والتوزيع، دبي [50]
40. (2021)، حارة الطيب: دار مجموعة كلمات، الشارقة [51]